# Ebrahim Yazdi

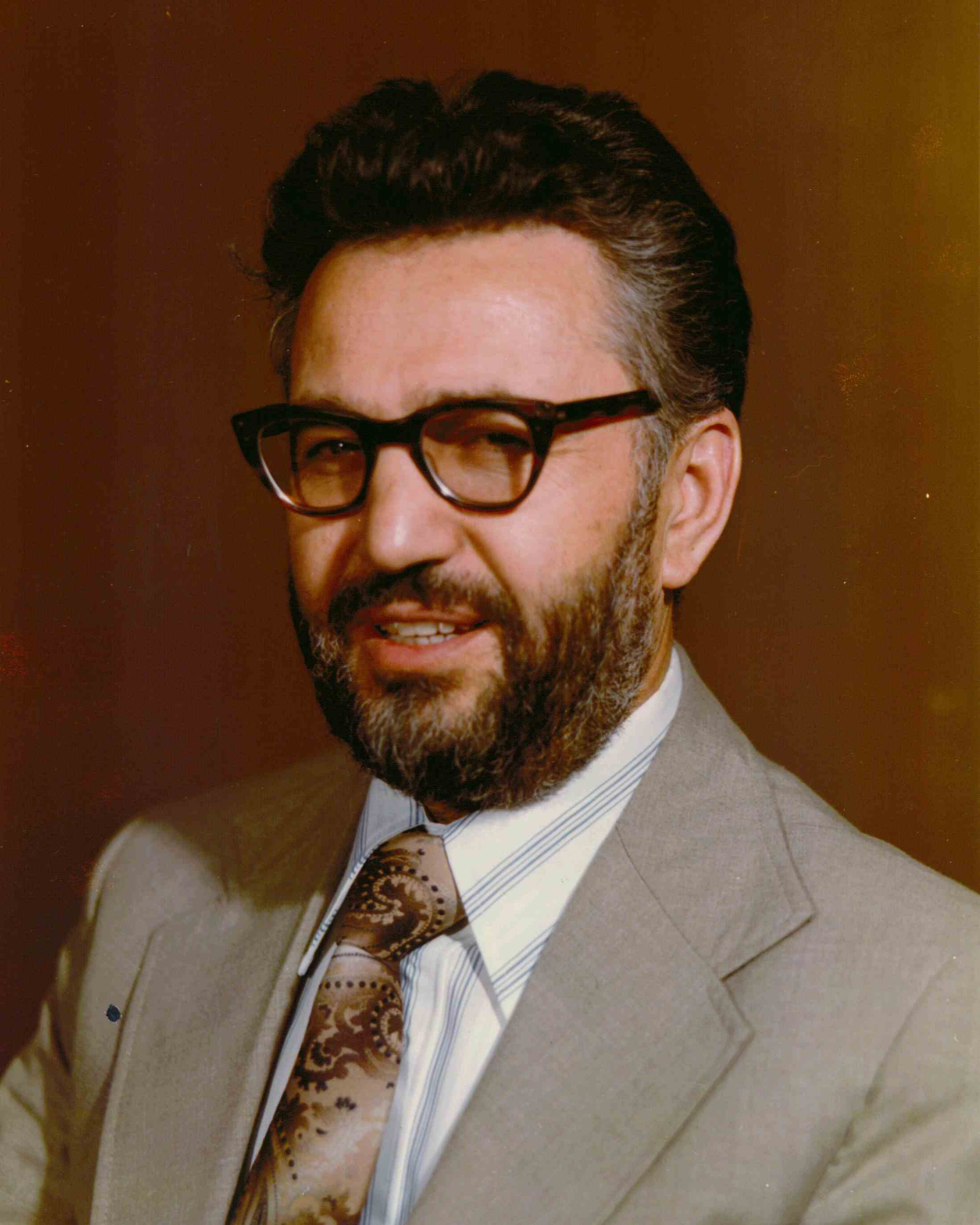
Ebrahim Yazdi (1979)

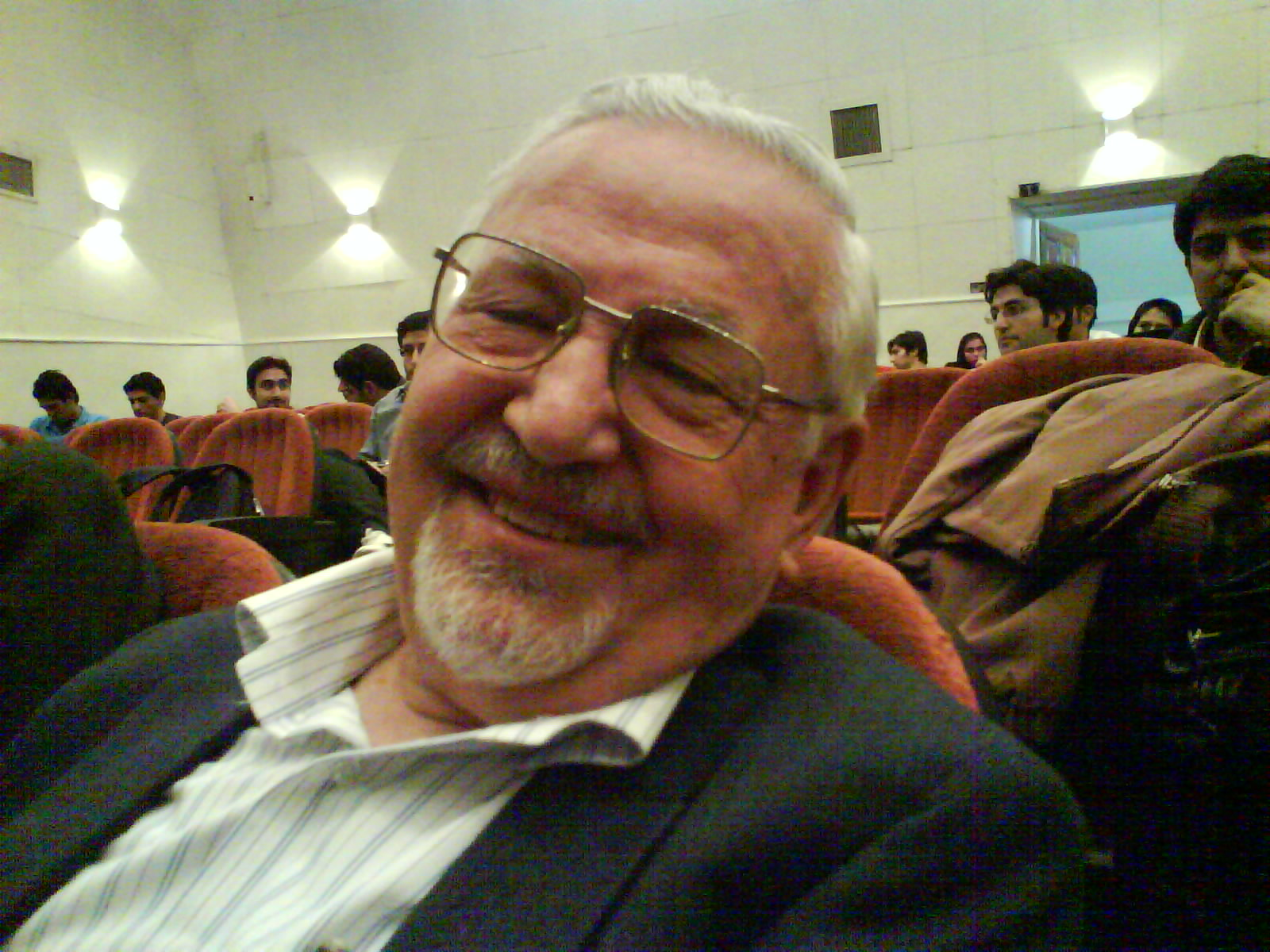
Ebrahim Yazdi an der Scharif-Universität für Technologie, 2007

Ebrahim Yazdi (* 26. September 1931 in Qazvin, Iran; † 27. August 2017 in Izmir, Türkei. persisch ابراهیم یزدی) war ein iranischer Politiker. Er war seit 1995 Generalsekretär der Iranischen Freiheitsbewegung, welche in einigen Lagern der iranischen Regierung als „illegale Partei“ angesehen wird und 2002 verboten wurde.
Yazdi studierte Pharmakologie an der Universität Teheran. Nach der Islamischen Revolution im Iran fungierte er als stellvertretender Premierminister sowie Außenminister in der Übergangsregierung von Mehdi Bāzargān bis zu dessen Rücktritt im Zuge der Geiselnahme von Teheran 1979.

## Leben
Nach dem Militärputsch von 1953, in dessen Folge die Regierung von Mohammad Mossadegh abgesetzt wurde, trat Yazdi der „Nationalen Widerstandsbewegung des Iran“ bei; in dieser Untergrundorganisation war er bis 1960 aktiv. Die Bewegung wandte sich gegen den Schah Reza Pahlavi. Yazdi reiste im Jahr 1960 in die Vereinigten Staaten, um dort seine Ausbildung fortzuführen; auch dort war er weiterhin politisch gegen den Schah aktiv. Er wurde gemeinsam mit Mostafa Tschamran, Ali Schariati, und Sadegh Ghotbzadeh im Jahr 1961 Gründungsmitglied der Freiheitsbewegung.

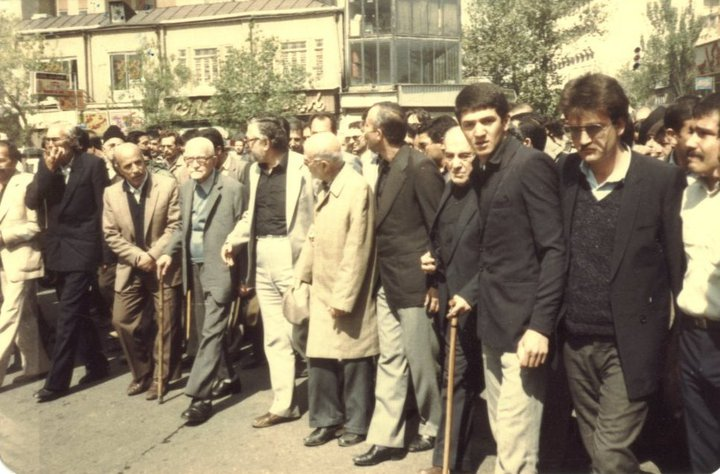
Ebrahim Yazdi eingerahmt von Yadollah Sahabi und Mehdi Bāzargān

Auf Grund seiner Aktivitäten war es ihm nicht möglich, in den Iran zurückzukehren, und so verblieb er in den Vereinigten Staaten bis zur Islamischen Revolution 1979. Im Jahr 1975 wurde Yazdi von einem iranischen Militärgericht in Abwesenheit zu einer Gefängnisstrafe von zehn Jahren verurteilt, mit der Anordnung seiner Verhaftung bei einer Rückkehr in den Iran.
Yazdi war bis von April bis November 1979 erster Außenminister der Islamischen Republik Iran in der Interimsregierung Bāzargāns.
Im Dezember 1997 wurde Yazdi auf Grund nicht bekannter Anklagepunkte verhaftet und im Evin-Gefängnis in Teheran inhaftiert. Nach seiner Freilassung wurde ihm für viele Jahre untersagt, das Land zu verlassen; zudem wurde er regelmäßig vor das Islamische Revolutionsgericht zitiert, um Fragen zu beantworten, wobei ihm die Anwältin und spätere Friedensnobelpreisträgerin Schirin Ebadi zur Seite stand.
Laut der Internetseite der Iranischen Freiheitsbewegung wurde Yazdi vor dem Hintergrund der Proteste nach den iranischen Präsidentschaftswahlen am 17. Juni 2009 festgenommen, während er sich medizinischen Tests in einem Teheraner Krankenhaus unterzog. Am 22. Juni wurde er wieder freigelassen, um ins Krankenhaus für ein medizinisches Verfahren zurückzukehren. Nach einer vorübergehenden Inhaftierung im Dezember 2009 wurde Yazdi am 1. Oktober 2010 erneut verhaftet, während er in Isfahan an einem „illegalen Freitagsgebet“ teilnahm, und erst im April 2011 wieder freigelassen.
Yazdi starb im August 2017 in Izmir, wo er sich zur Behandlung aufhielt, an Bauchspeicheldrüsenkrebs.